# پالیا
پالیا (به انگلیسی: Palia) یک روستا در پاکستان است که در پنجاب واقع شده‌است. پالیا ۱٬۰۵۶ متر بالاتر از سطح دریا واقع شده‌است.